# دهستان دیهوک
دیهوک، دهستانی است از توابع بخش دیهوک و در شهرستان طبس استان خراسان جنوبی ایران.

## جمعیت
جمعیت این روستا بر اساس سرشماری سال ۱۳۸۵ (۵۲۶خانوار) ۱٬۹۲۶ نفر بوده‌است.